# Wat

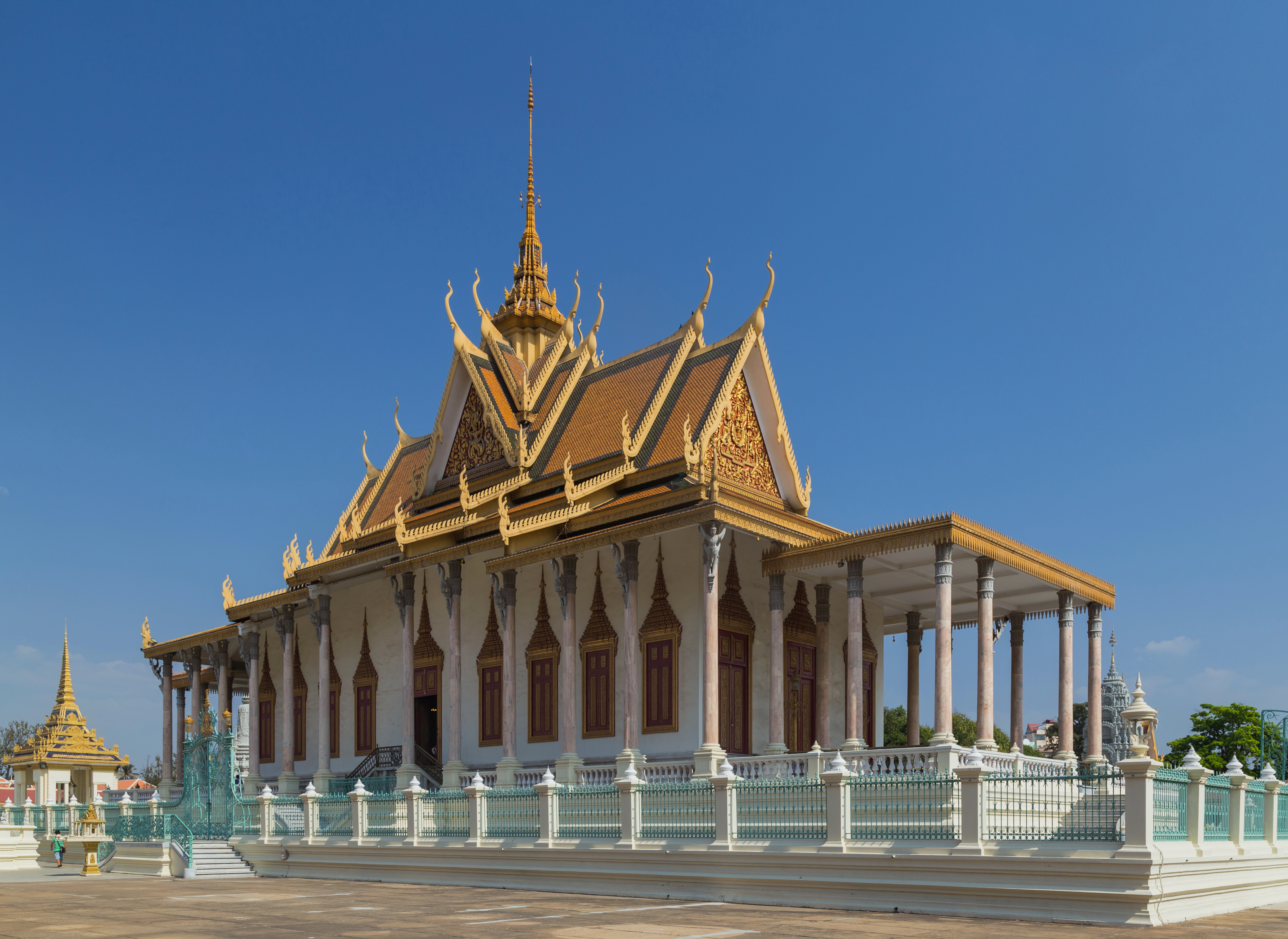
Wat Ubaosoth Ratanaram, em Phnom Penh, no Camboja.

Um wat (em quemer:  វត្ត wōat; em laociano:  ວັດ vat; Tai Lu: 「ᩅᨯ᩠ᨰ」（waD+Dha） or 「ᩅᨯ᩠ᨵ」（waD+dha）; Tai Yuan: 「ᩅ᩠ᨯ᩶」（w+Da2）; em tailandês:  วัด, RTGS: wat, pronunciado [wát]) é um tipo de templo budista e hindu em lugares como o Camboja, Laos, Shan, Yunnan e na Tailândia. A palavra wat é um empréstimo do sânscrito vāṭa (devanágari: वाट), que significa recinto, clausura, etc.

## Introdução

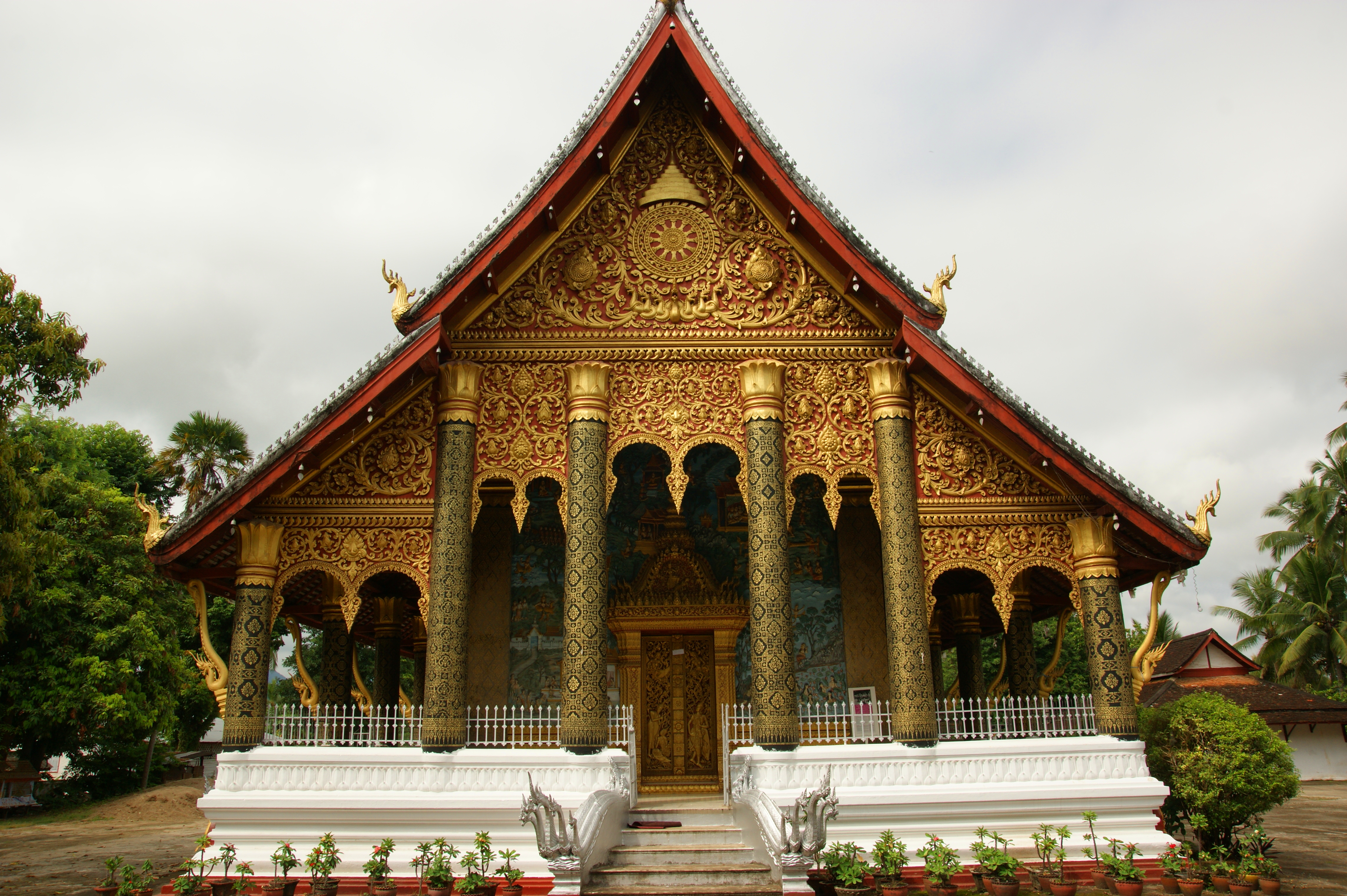
Wat Mahathat, Luang Prabang

Estritamente falando, um wat é um recinto sagrado budista com viara (alojamentos para monges), um templo, uma construção abrigando uma grande imagem de Buda e instalações para aulas. Um lugar sem um mínimo de três bicos (monges) residentes não podem ser descrito como wat ainda que o emprego desse termo seja mais amplo e possa inclusive descrever ruínas de antigos templos. 
No Camboja, um wat descreve qualquer lugar de culto. Wat geralmente se refere a um lugar de culto budista, embora o termo exato seja វត្តពុទ្ធសាសនា (wat putthasasana). Uma igreja cristã pode ser denominada como វិហារយេស៊ូ (vihear Yesaou or "viara de Jesus"). Angkor Wat (អង្គរវត្ត) significa "cidade de templos".
Na linguagem coloquial da Tailândia, um "wat" descreve qualquer lugar de culto, com exceção das mesquitas (em tailandês:  สุเหร่า; RTGS: surao, ou, em tailandês:  มัสยิด; RTGS: matsayit) e das sinagogas (em tailandês:  สุเหร่ายิว; RTGS: surao yio). Assim, um wat chin (วัดจีน) ou san chao (ศาลเจ้า) é um templo chinês (tanto budista quanto taoista), wat khaek (วัดแขก) ou thewasathan (เทวสถาน) é um templo hindu temple e bot khrit (โบสถ์คริสต์) ou wat farang (วัดฝรั่ง) é uma igreja cristã.

## Tipos

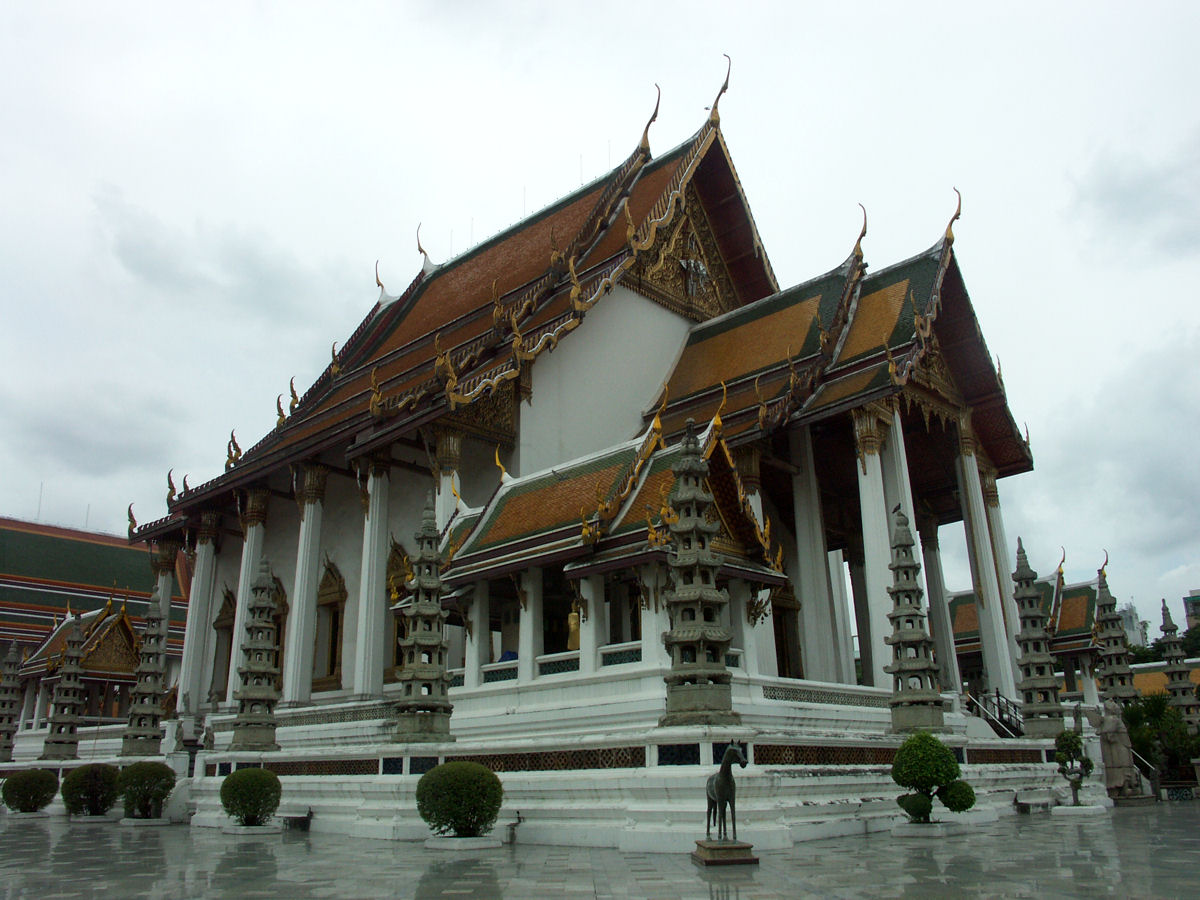
A fachada de Phra Wihan Luang (salão de encontro), Wat Suthat, Bangcoc

De acordo com a lei tailandesa, há dois tipos de templos budistas:
- Wats (วัด; wat) são templos que recebem endosso do Estado e que receberam wisungkhammasima (วิสุงคามสีมา), isto é, o terreno para o estabelecimento do salão central, pelo rei. Estes templos são divididos em:[2]
  - Templos reais (em tailandês:  พระอารามหลวง; RTGS: phra aram luang ): estabelecidos ou apadrinhados pelo rei ou pelos membros da família real.
  - Templos públicos (em tailandês:  วัดราษฎร์; RTGS: wat rat): estabelecidos por particulares. Apesar do termo "particular", os templos particulares estão abertos ao público e abrigam atividades religiosas públicas.
- Samnak song (em tailandês:  สำนักสงฆ์): são os templos que não possuem endosso estatal e aos quais não foi concedido wisungkhamasima.

## Estrutura
Quase todos os templos budistas no Camboja foram construídos no estilo arquitetônico quemer. A maior parte dos templos é finamente decorada com uma torre pontuda (bosbok) (em quemer:  បុស្បុក; alguns templos têm três ou cinco pináculos, enquanto outros não têm nenhum) no topo junto com frontões, cabeças de naga e chovear (em quemer:  ជហ្វា, uma peça decorativa no topo do telhado). Abaixo da borda do telhado das colunas externas, figuras de garuda ou kinnara são representadas dando sustentação ao teto. Há um par de leões em guarda e uma cabeça ou várias (três, cinco, sete ou nove). Esculturas de naga estão ao lado de cada entrada do templo. Dentro do templo principal (viara) e do salão, pinturas murais representam a vida de Gautama Buddha antes e depois de sua iluminação.
Os telhados dos templos tailandeses frequentemente são adornados com chofas.

## Exemplos
Alguns wats conhecidos incluem:

### Camboja
No final de 2017, havia 4.872 wats com 69.199 monges budistas no Camboja. Em 2010, estimava-se que 96,9% da população cambojana fosse budista.
- Angkor Wat, Siem Reap
- Wat Preah Keo, Phnom Penh
- Wat Botum Vattey, Phnom Penh
- Wat Moha Montrey, Phnom Penh
- Wat Ounalaom, Phnom Penh
- Wat Phnom, Phnom Penh
- Wat Bakan, Pursat

### Laos
No Laos, destacam-se os seguintes wats:
- Pha That Luang, Vientiane
- Wat Xieng Thong, Luang Prabang

### Malásia
- Wat Buppharam, Penang
- Wat Chayamangkalaram, Penang
- Wat Chetawan, Selangor
- Wat Phothivihan, Kelantan

Apesar de apenas 3,8% da população da Malásia ser budista, o estado setentrional de Kelantan possui numerosos wats de influência tailandesa.

### Tailândia
Em 2016, a Tailândia possuía 39 883 wats. 310 eram wats reais, os demais eram particulares. Havia também 298 580 monges budistas; destes, 264.442 eram da ordem Maha Nikaya e 34 138 da ordem Dhammayuttika Nikaya. Havia também 59 587 noviços.

## Galeria

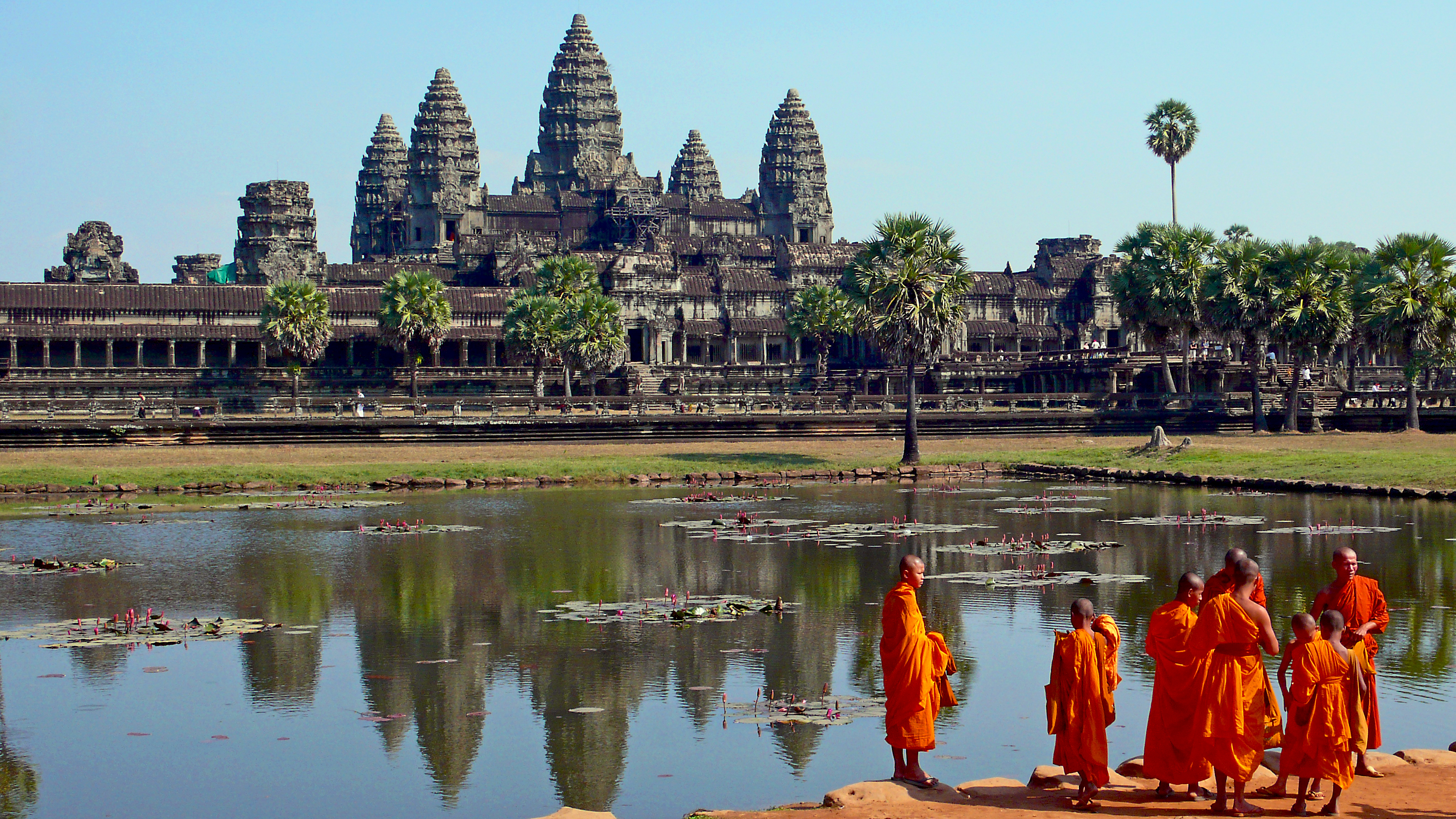
Angkor Wat, Siem Reap, Camboja
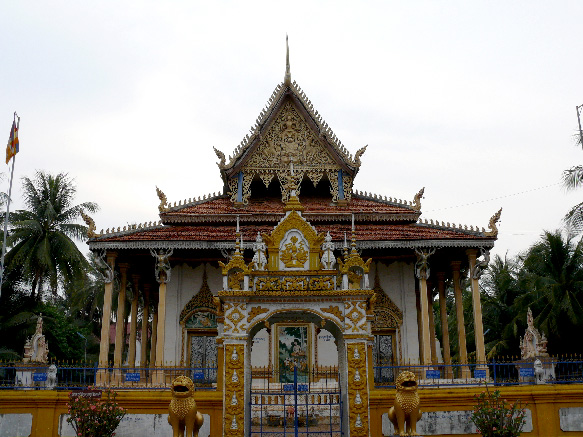
''Vihear'' do Wat Peapet, Battambang, Camboja
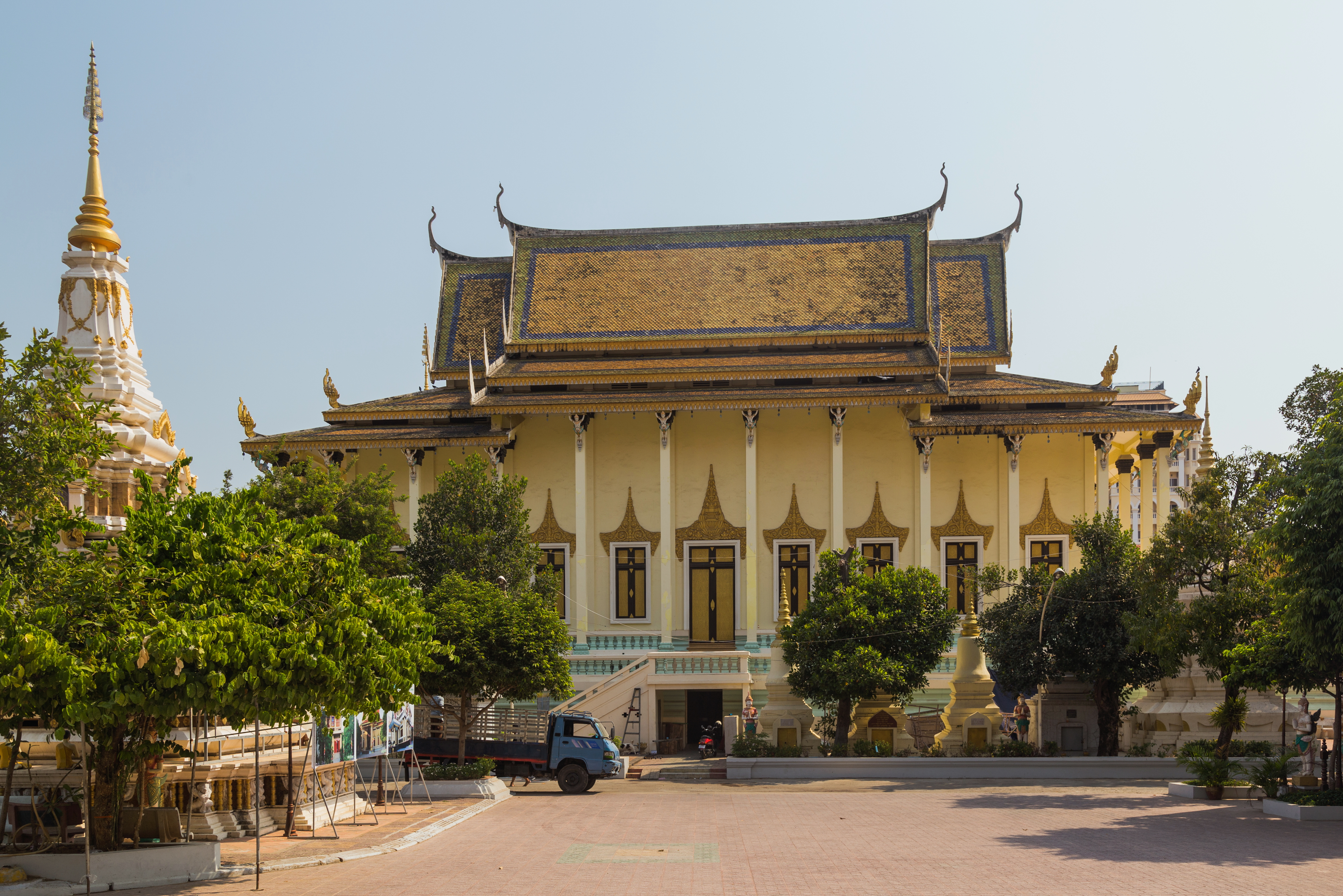
Viara de Wat Botum Wattey, Phnom Penh, Camboja
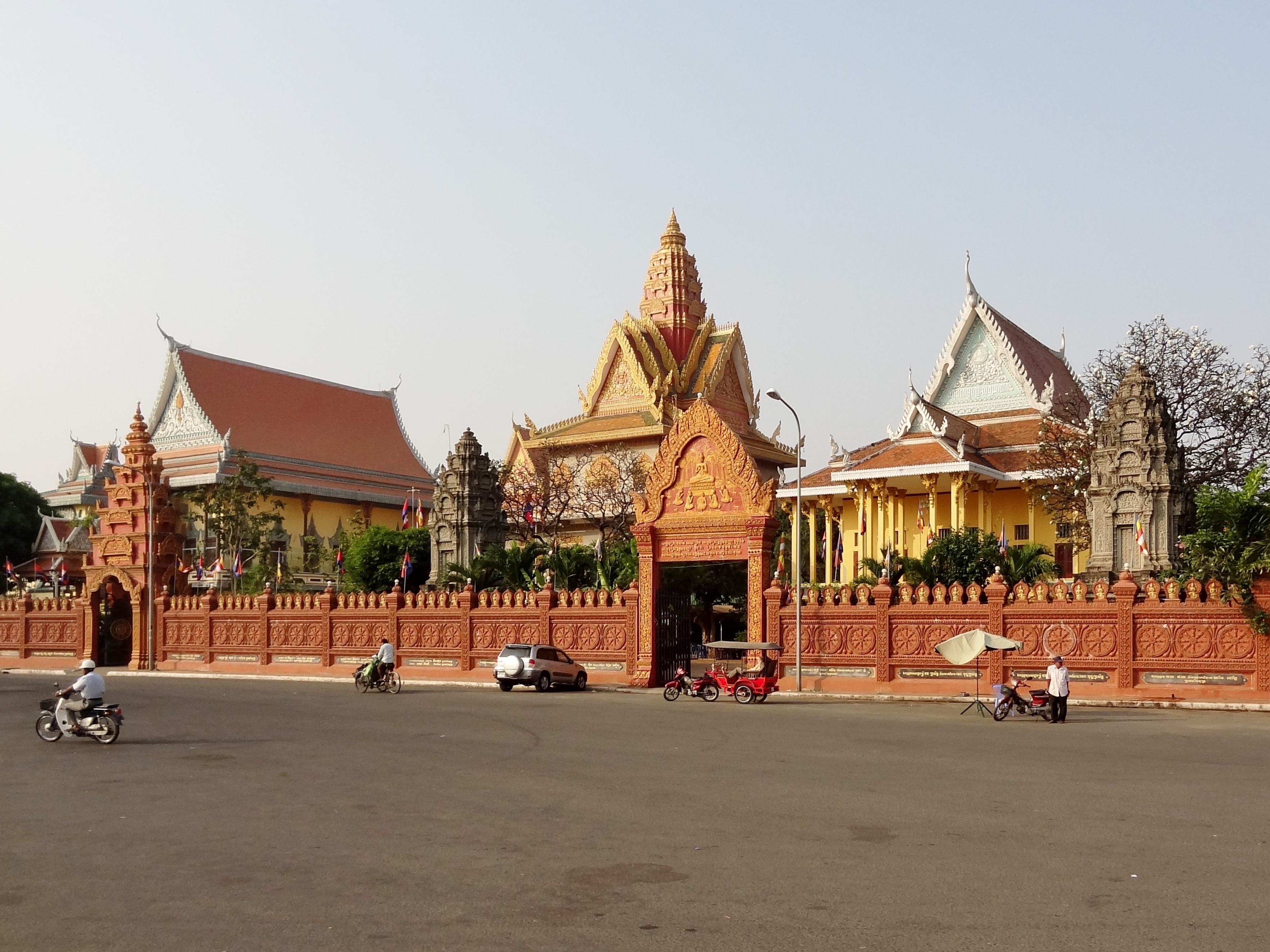
Wat Ounalom, Phnom Penh
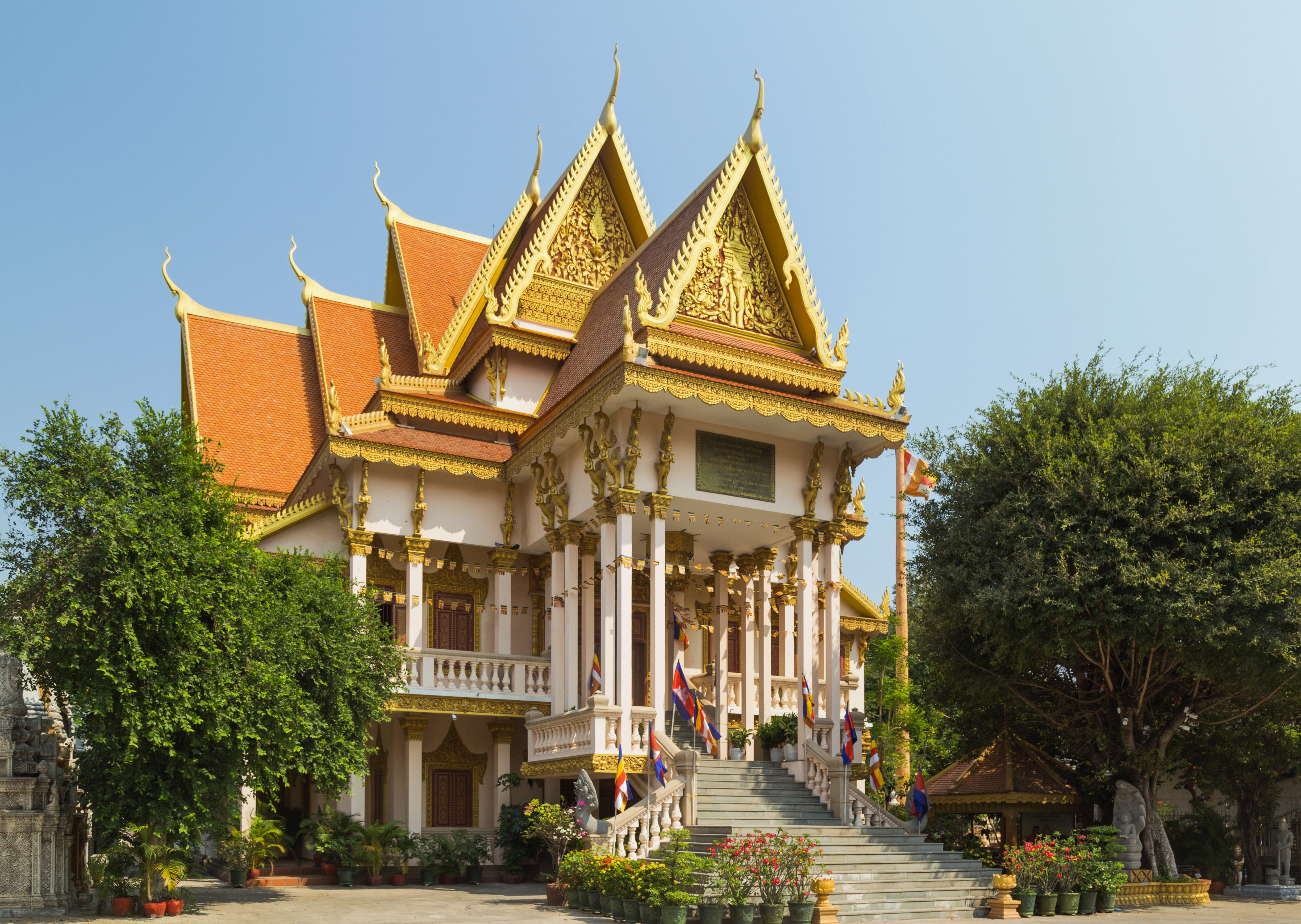
Wat Langka, Phnom Penh
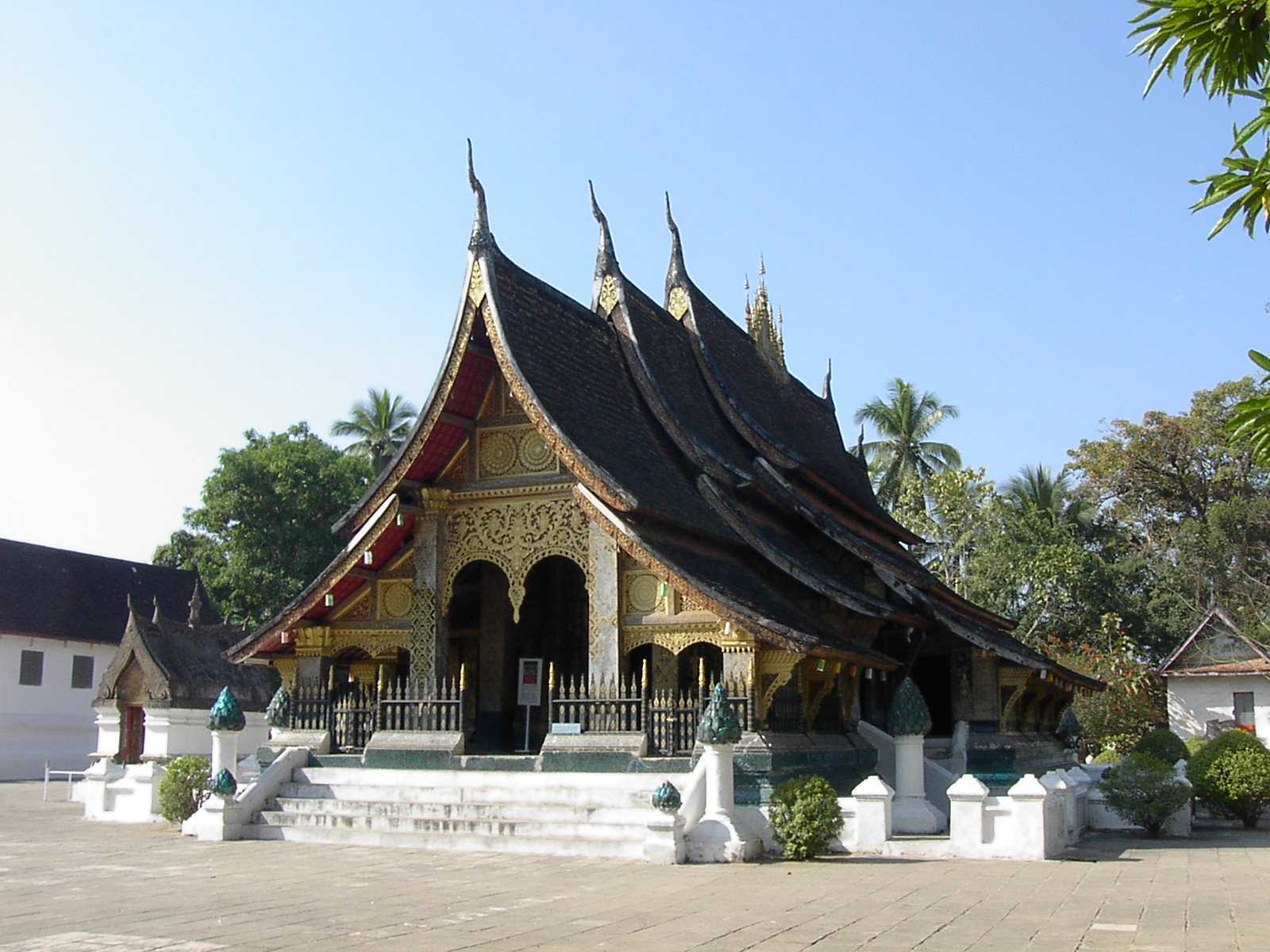
Wat Xieng Thong, Luang Prabang, Laos
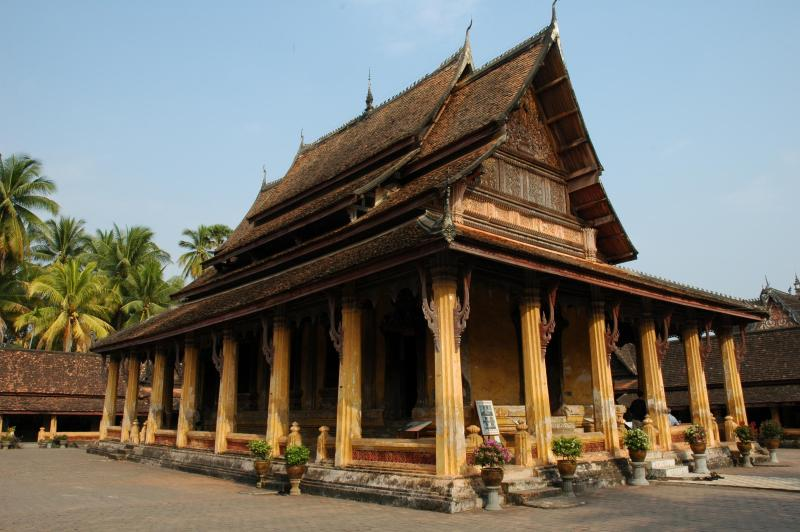
Wat Sisaket, Vientiane
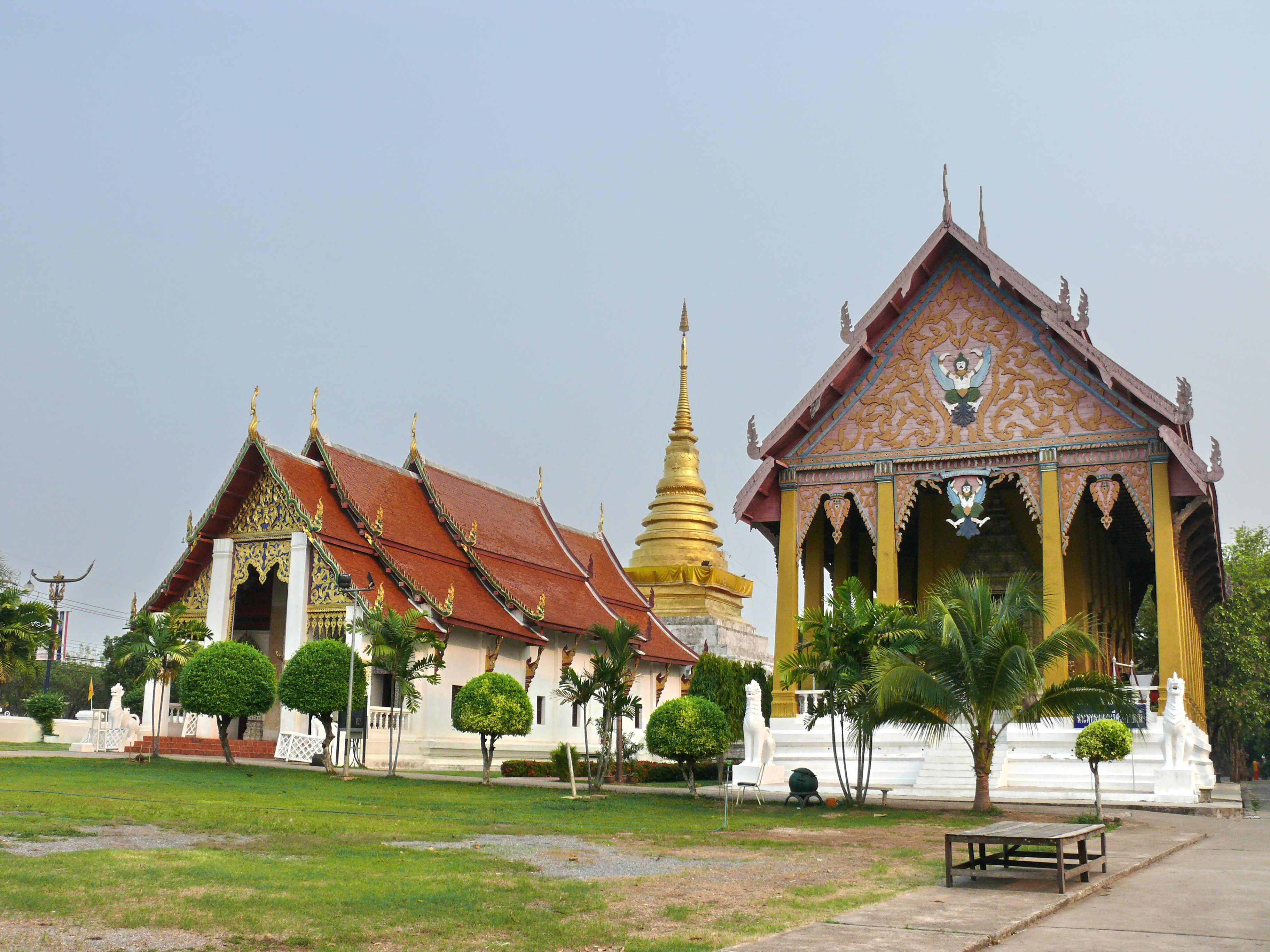
Dois wihans e um chedi em Wat Phra That Chang Kham, Nan, Tailândia
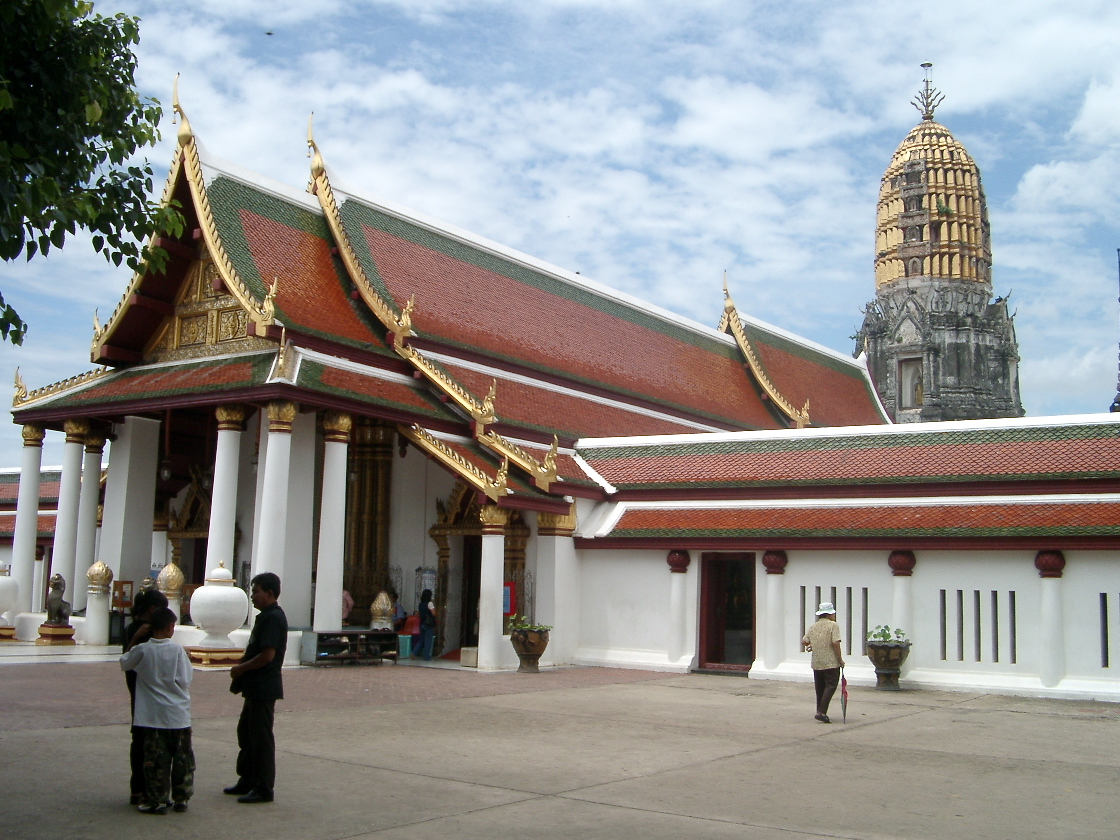
Wat Phra Si Rattana Mahathat, Phitsanulok, Thailand
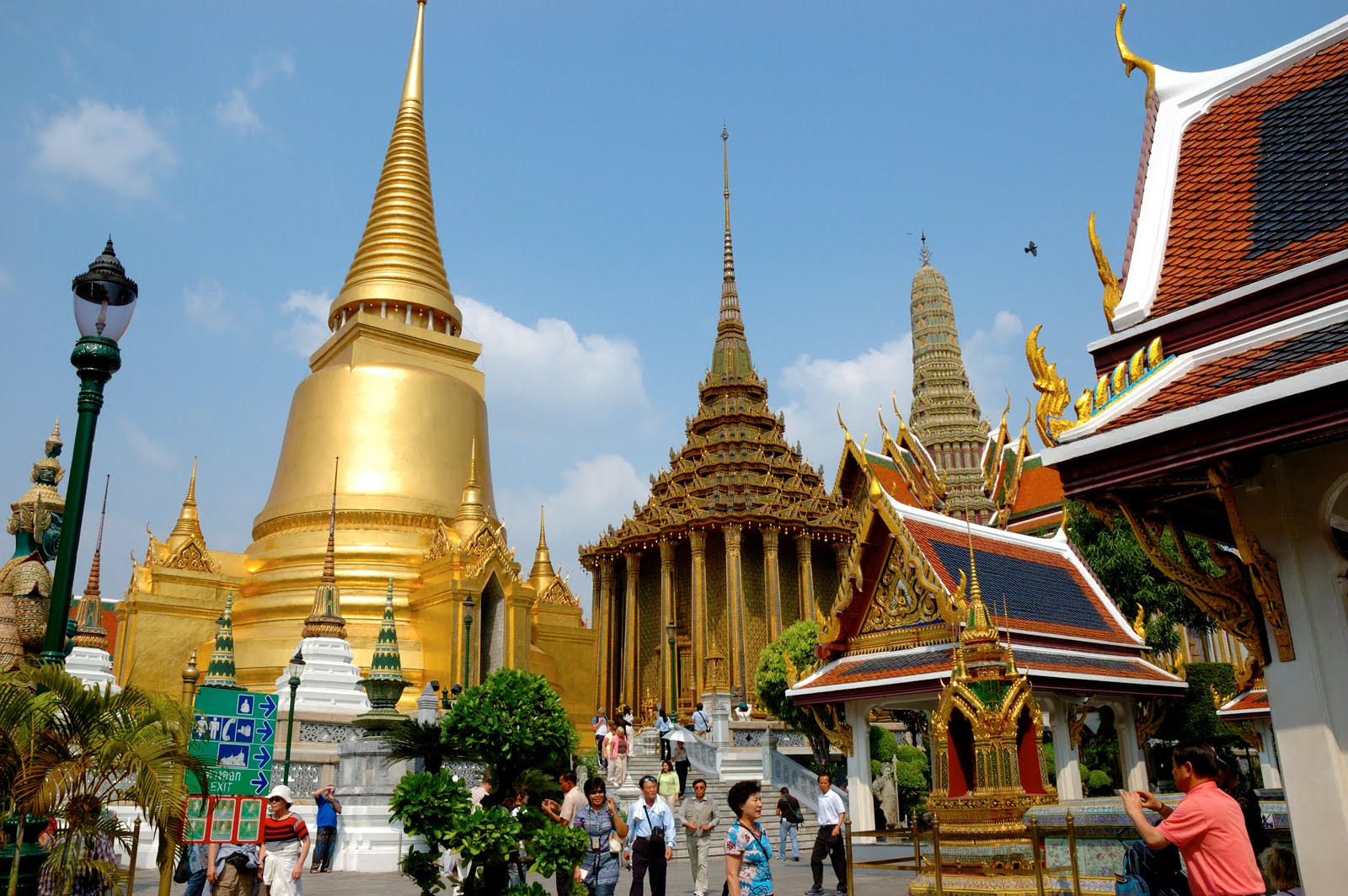
Wat Phra Kaew, Bangkok
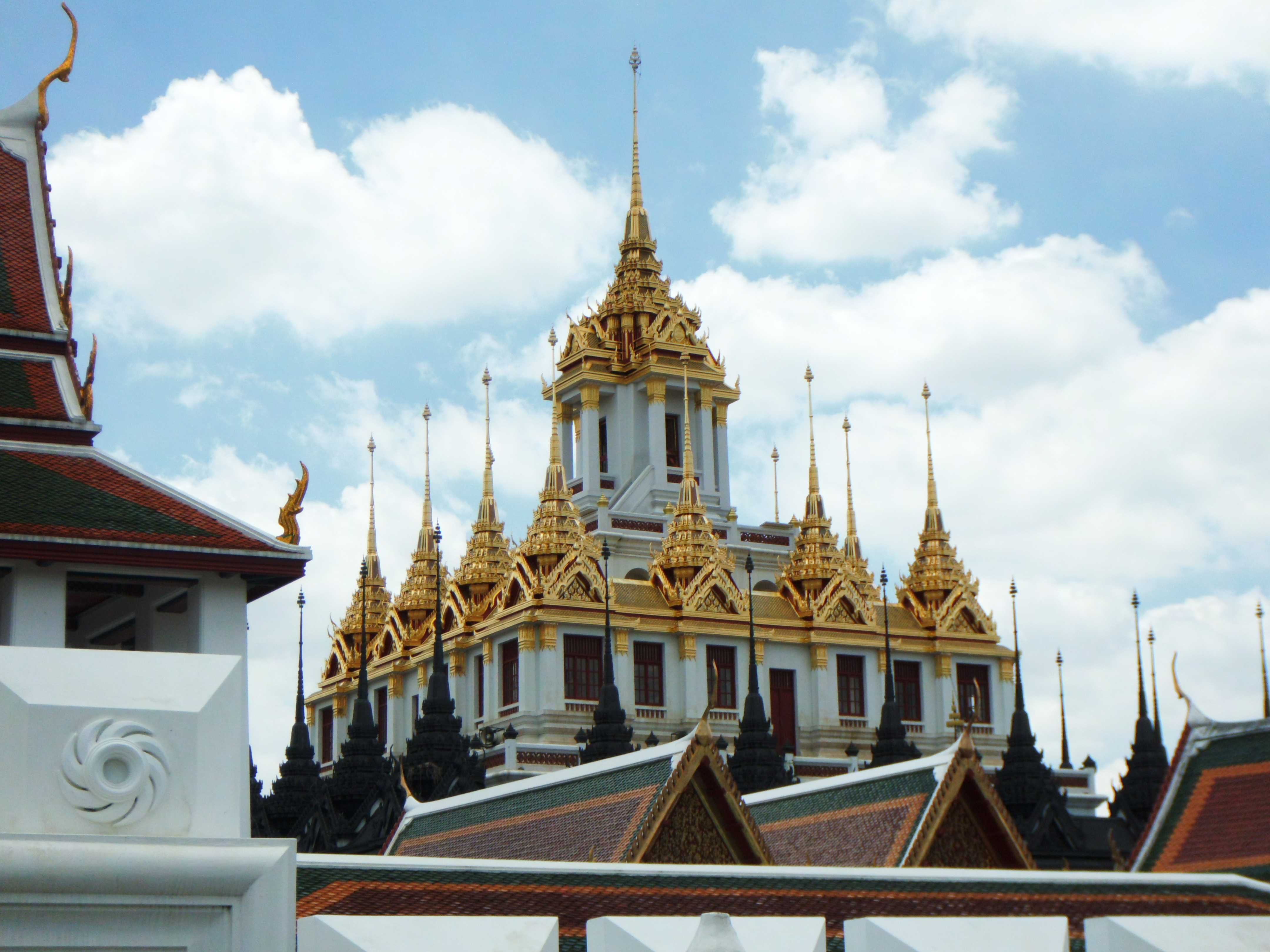
Wat Ratchadatdaram, Bangkok
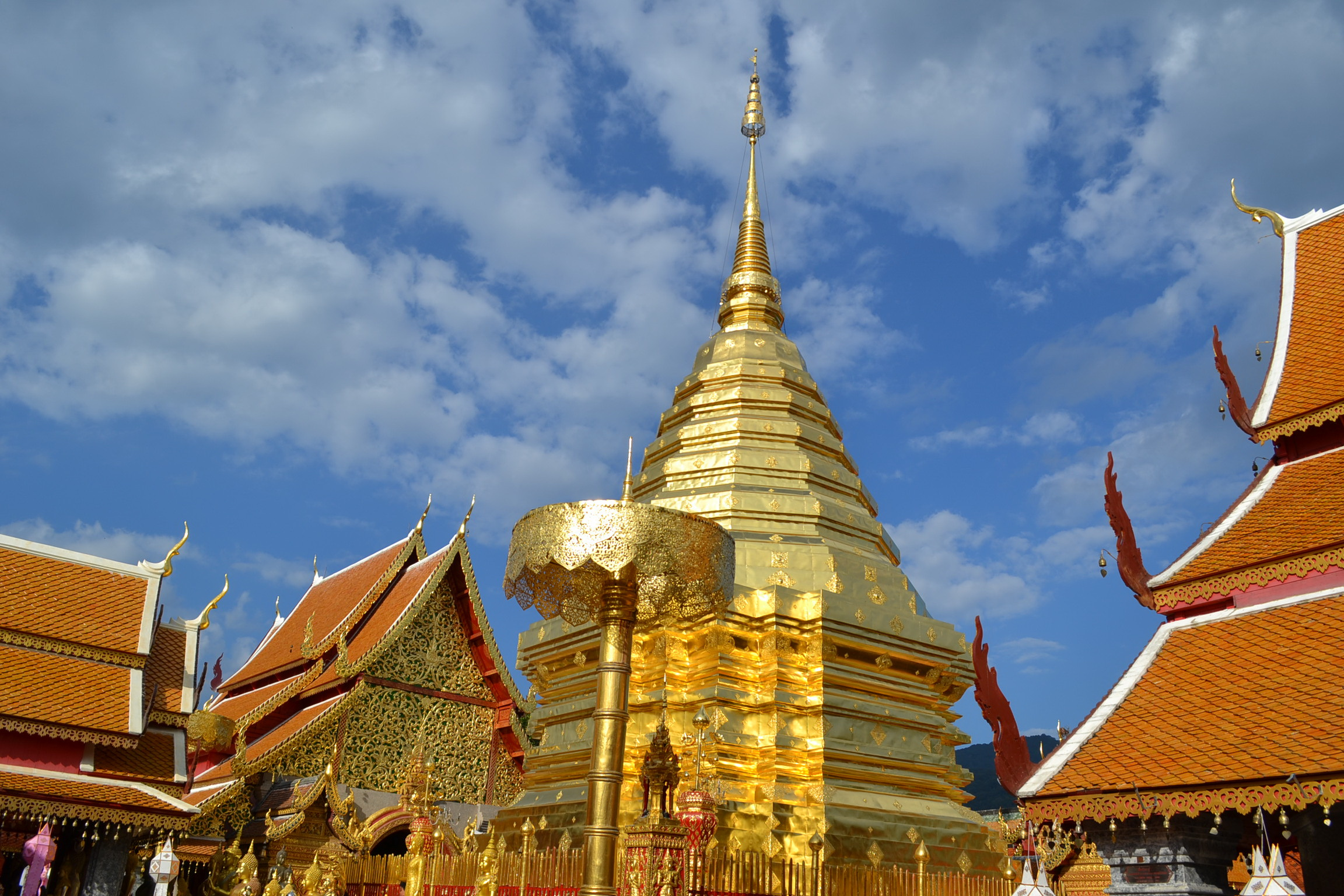
Wat Phra That Doi Suthep, Chiang Mai, Thailand
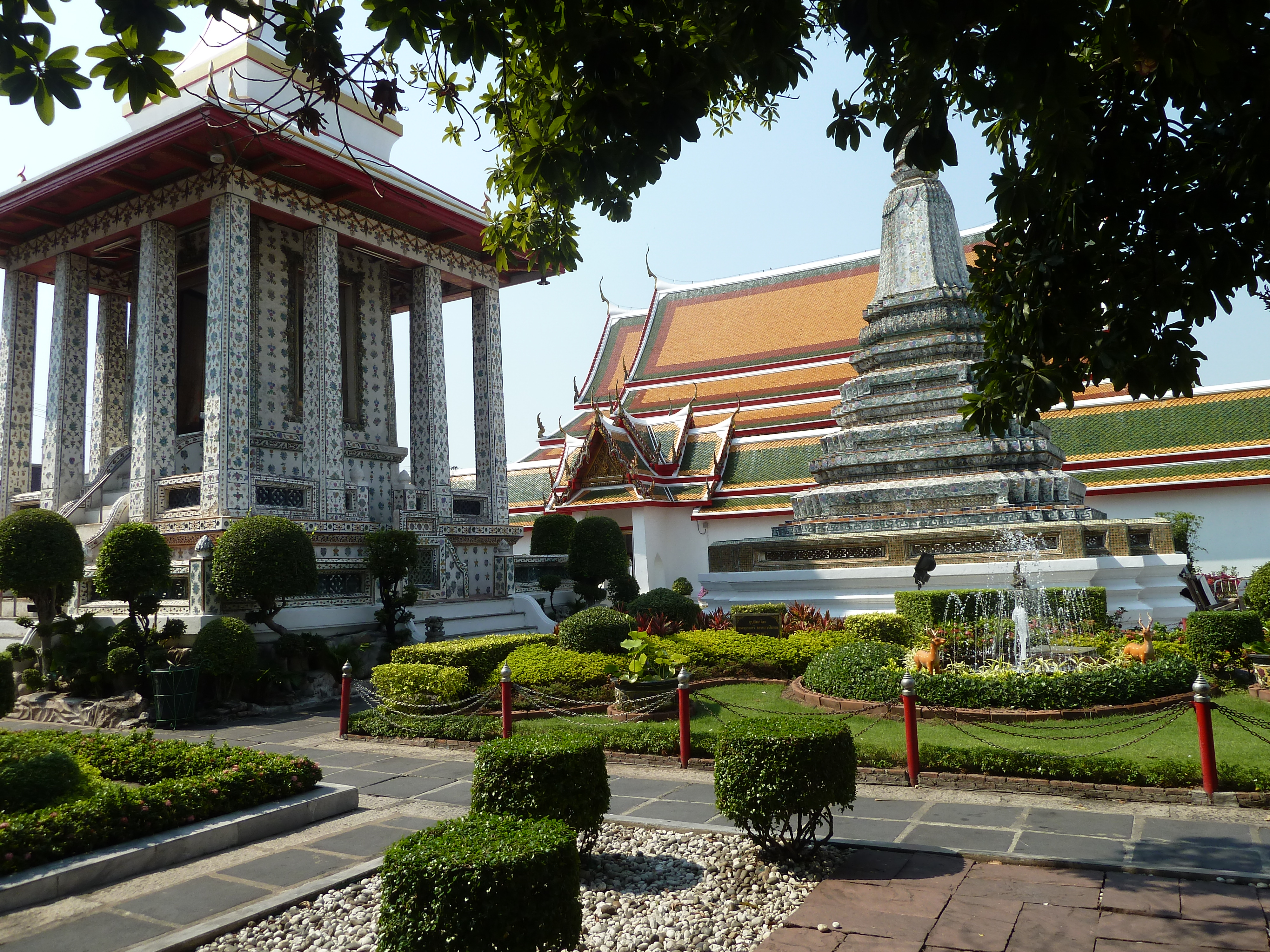
Mondop and Chedi of Wat Arun, Bangkok
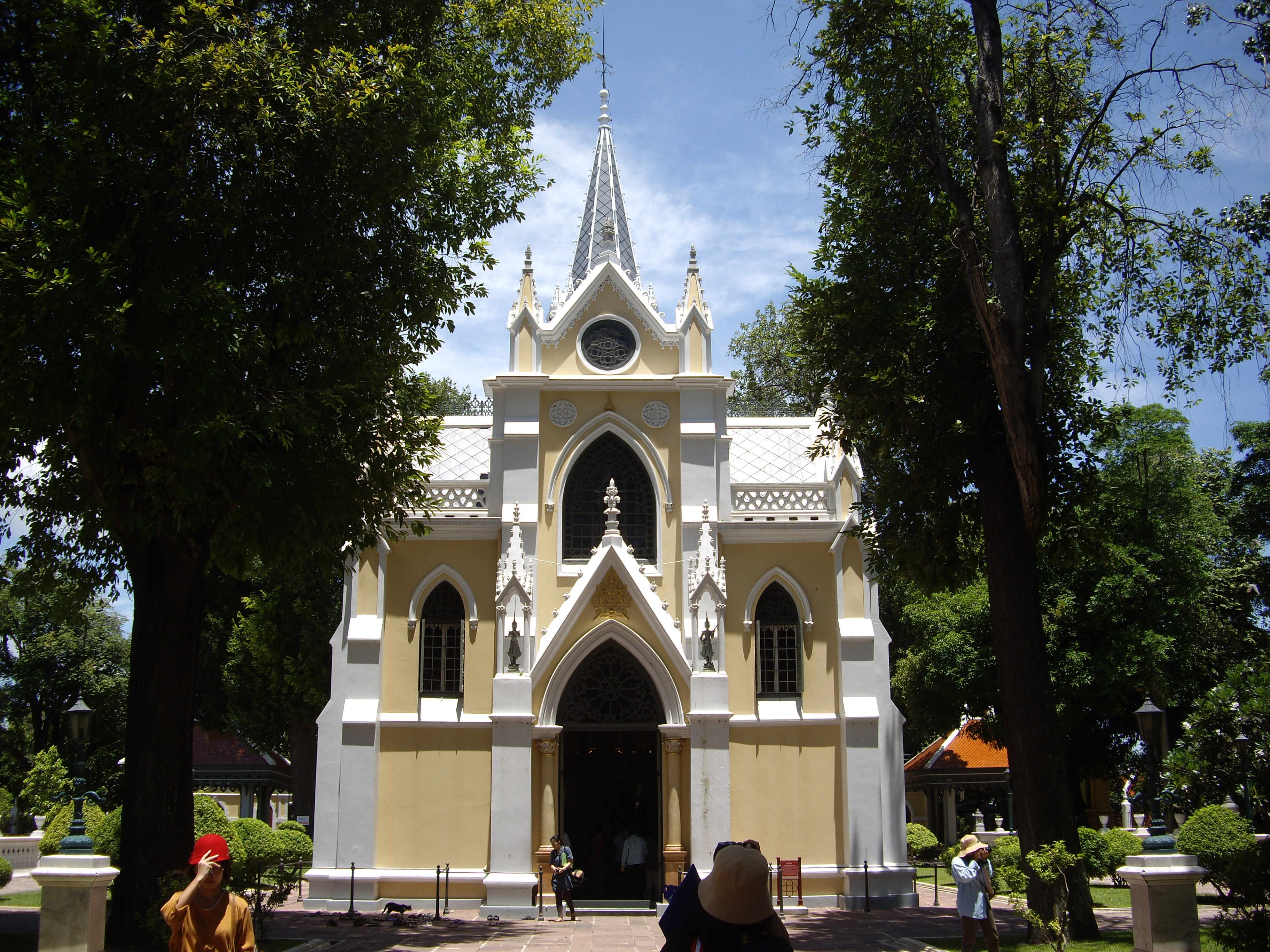
Wat Niwet Thammaprawat, Ayutthaya, Thailand